# Episodi di Nashville (quarta stagione)
La quarta stagione  della serie televisiva Nashville è stata trasmessa sulla rete ABC dal 23 settembre 2015 al 25 maggio 2016.
In Italia, la stagione va in onda in prima visione satellitare su Fox Life, canale a pagamento della piattaforma Sky, dal 5 settembre al 14 novembre 2016.
| nº | Titolo originale                      | Titolo italiano                    | Prima TV USA      | Prima TV Italia   |
| -- | ------------------------------------- | ---------------------------------- | ----------------- | ----------------- |
| 1  | Can't Let Go                          | Non posso lasciarti andare         | 23 settembre 2015 | 5 settembre 2016  |
| 2  | 'Til the Pain Outwears the Shame      | Quando prevale il dolore           | 30 settembre 2015 | 5 settembre 2016  |
| 3  | How Can I Help You Say Goodbye        | Come posso aiutarti a dire addio   | 7 ottobre 2015    | 12 settembre 2016 |
| 4  | The Slender Threads That Bind Us Here | Il filo sottile che ci unisce      | 14 ottobre 2015   | 12 settembre 2016 |
| 5  | Stop the World (And Let Me Off)       | Fine della corsa                   | 21 ottobre 2015   | 19 settembre 2016 |
| 6  | Please Help Me, I'm Fallin'           | Ti prego aiutami, sto per crollare | 28 ottobre 2015   | 19 settembre 2016 |
| 7  | Can't Get Used to Losing You          | Una vita senza te                  | 11 novembre 2015  | 26 settembre 2016 |
| 8  | Unguarded Moments                     | Ribelle                            | 18 novembre 2015  | 26 settembre 2016 |
| 9  | Three's a Crowd                       | Rapporti difficili                 | 2 dicembre 2015   | 3 ottobre 2016    |
| 10 | We've Got Nothing But Love to Prove   | Nient'altro che l'amore            | 9 dicembre 2015   | 3 ottobre 2016    |
| 11 | Forever and for Always                | Sempre e per sempre                | 16 marzo 2016     | 10 ottobre 2016   |
| 12 | How Does It Feel to be Free           | Tornare a sentirsi liberi          | 23 marzo 2016     | 10 ottobre 2016   |
| 13 | If I Could Do It All Again            | Tutto da capo                      | 30 marzo 2016     | 17 ottobre 2016   |
| 14 | What I Cannot Change                  | Quello che non posso cambiare      | 6 aprile 2016     | 17 ottobre 2016   |
| 15 | When There's a Fire in Your Heart     | La musica nel sangue               | 13 aprile 2016    | 24 ottobre 2016   |
| 16 | Didn't Expect It to Go Down This Way  | Non doveva andare così             | 20 aprile 2016    | 24 ottobre 2016   |
| 17 | Baby Come Home                        | Amore, torna a casa                | 27 aprile 2016    | 31 ottobre 2016   |
| 18 | The Trouble with the Truth            | Problemi con la verità             | 4 maggio 2016     | 31 ottobre 2016   |
| 19 | After You've Gone                     | Una nuova alba                     | 11 maggio 2016    | 7 novembre 2016   |
| 20 | It's Sure Gonna Hurt                  | L'ultima chance                    | 18 maggio 2016    | 7 novembre 2016   |
| 21 | Maybe You'll Appreciate Me Someday    | Tempo di perdono                   | 25 maggio 2016    | 14 novembre 2016  |